# Scott Sinclair
 Scott Andrew Sinclair  (Bath, Somerset, Inglaterra, 25 de marzo de 1989) es un futbolista inglés. Juega como extremo y su equipo es el Bristol Rovers F. C.

## Trayectoria
Sinclair se unió a la academia del Bristol Rovers a los 9 años de edad. Sinclair se convirtió en el segundo jugador más joven en haber debutado con el Bristol Rovers en un partido de Football League Two ante el Leyton Orient el 27 de diciembre de 2004, teniendo en ese momento 15 años y 277 días de edad, luego de haber entrado de cambio por Junior Agogo.
Sinclair fue fichado por el Chelsea en julio de 2005 y en noviembre de ese año un tribunal obligó al Chelsea a pagar al Bristol Rovers una indemnización de 200 000 £ y un bono de 750 000 £ en función al éxito que tuviera Sinclair con el Chelsea. El Chelsea también tendrá que pagar al Bristol Rovers el 15% de las ganancias que obtenga si llegara a vender a Sinclair.
Sinclair fue llamado para disputar un partido con el primer equipo del Chelsea el 6 de enero de 2007 en la FA Cup contra el Macclesfield Town. Sin embargo, permaneció en el banquillo todo el encuentro. Su debut con el primer equipo fue tan solo 4 días después, cuando entró como sustituto en un partido de FA Cup contra el Wycombe Wanderers.
Durante el mes de enero de 2007, Sinclair fue cedido al Plymouth Argyle, cuyo entrenador, Ian Holloway, seguía los pasos de Sinclair desde que este tenía 10 años de edad y militaba en el Bristol Rovers. Sinclair debutó con el Plymouth Argyle entrando de cambio en la victoria por 3-2 sobre el Coventry City en Home Park. Sinclair hizo su segunda aparición con el Plymouth Argyle en la cuarta ronda de la FA Cup contra el Barnet, en donde se adjudicó una buena jugada individual para anotar un gol y para sellar la victoria de su equipo por 2-0.
Sinclair también anotó ante el Wolverhampton Wanderers en Molineux para poner adelante a su equipo por 1-0, pero al final el partido terminó en un empate a 2-2.
El 17 de febrero de 2007, Sinclair anotó su tercer gol con el Plymouth Argyle en la victoria por 2-0 sobre el Derby County en la quinta ronda de la FA Cup, el cual fue un cabezazo a partir de un pase cruzado por parte de David Norris. El resultado puso a su equipo entre los mejores 8 equipos por primera vez desde 1984. Sinclair jugó bien en los cuartos de final, hasta que finalmente su equipo fue derrotado por 1-0 por el Watford FC, en donde Sinclair fue sustituido al segundo tiempo debido a una lesión.
El 17 de marzo de 2007, Sinclair anotó su segundo gol a partir de una jugada individual, para sellar la victoria del Plymouth Argyle sobre el Crystal Palace por 1-0.
Después de que se cumpliera su cesión, fue incluido en la plantilla que fuera a enfrentar al Arsenal FC, el cual era uno de los partidos más importantes de la temporada 2006-07. Entró de cambio por Shaun Wright-Phillips, pero no pudo deshacer el empate a 1-1 entre el Chelsea y el Arsenal. Sinclair hizo su primera aparición como titular con el Chelsea ante el Manchester United en Stamford Bridge. Sin embargo, sufrió una fractura de metatarso después de recibir una fuerte entrada del defensa Wes Brown. Para la temporada 2007-08, se le asignó a Sinclair el dorsal #17, un cambio respecto al dorsal #49 que había usado anteriormente. El club había indicado que Sinclair no sería cedido otra vez (aunque el Chelsea no ha seguido esa indicación), ya que así Sinclair lucharía por un puesto como titular durante la temporada. Sinclair también entró de cambio por Joe Cole en la Community Shield ante el Manchester United.
Sinclair fue recompensado con un nuevo contrato de cuatro años el 15 de agosto de 2007. Más tarde ese año, el 25 de septiembre, Sinclair marcó su primer gol con el Chelsea en la tercera ronda de la Football League Cup contra el Hull City, al haber anotado al minuto 37 en la victoria por 4-0. Sinclair también dio una asistencia a Frank Lampard para la anotación de su centésimo gol con el Chelsea en un partido de FA Cup ante el Huddersfield Town. También fue incluido en el once titular que enfrentó al Leicester City en la quinta ronda de la Football League Cup. Sinclair asistió a Frank Lampard para el gol del empate y poco después Sinclair estuvo cerca de anotar un gol, cuyo disparó pegó en el poste. En ese partido, el Chelsea se impuso por 4-3.
El 6 de noviembre de 2007, se confirmó la cesión al Queens Park Rangers. Su único gol con el Queens Park Rangers fue ante el Crystal Palace.
Después de que terminó su cesión con el Queens Park Rangers, regresó al Chelsea, donde fue incluido en la plantilla que enfrentó al Liverpool. Sinclair entró de titular, hasta que en el segundo tiempo fue sustituido por Joe Cole. El partido terminó en una victoria por 2-0 del Chelsea sobre el Liverpool en Stamford Bridge.
El entrenador del Leicester City, Ian Holloway, reveló que quería la cesión de Sinclair, habiéndolo firmado un año antes cuando entrenaba al Plymouth Argyle. Sin embargo, el Chelsea rechazó la oferta de cesión, ya que Sinclair dijo que quería firmar con un club que estuviera en el tope de la tabla de posiciones de la Football League Championship.
El 28 de febrero de 2008, fue cedido al Charlton Athletic. Sin embargo, no tuvo las oportunidades que hubiera deseado, ya que solamente disputó 3 partidos.
El 27 de marzo de 2008, fue cedido al Crystal Palace hasta el final de la temporada 2007-08. En sus seis apariciones con el Crystal Palace, Sinclair anotó en dos ocasiones, ante el Hull City y ante el Burnley FC, y ayudó al equipo a quedar en la quinta posición de la Football League Championship, logrando llegar hasta los play-offs.
Sinclair después regresó al Chelsea, donde se ganó la confianza de Luiz Felipe Scolari, aunque jugó la mayor parte del tiempo en el equipo de reservas. El 8 de agosto de 2008, se le asignó a Sinclair el dorsal 16, ya que José Bosingwa pidió su dorsal número 17. Sinclair era el segundo jugador más joven de la plantilla, siendo superado por el argentino Franco Di Santo por tan sólo 13 días. Sinclair hizo su debut en la Premier League esa temporada el 18 de octubre de 2008 en la victoria del Chelsea por 5-0 sobre el Middlesbrough FC.
En enero de 2009, fue cedido durante un mes al Birmingham City. Poco después extendió su préstamo hasta el final de la temporada 2008-09. Sinclair acumuló 14 partidos con el Birmingham, antes de regresar al Chelsea el 4 de mayo de 2009.
El 17 de mayo de 2009, el entrenador interino del Chelsea, Guus Hiddink, lo incluyó en la plantilla para un partido ante el Blackburn Rovers. Cuando Carlo Ancelotti tomó el puesto de entrenador del Chelsea, incluyó a Sinclair en la lista de jugadores que viajó a Estados Unidos para la pretemporada, donde Sinclair disputó dos partidos.
El 6 de julio de 2009, fue cedido en al Wigan Atletic hasta el final de la temporada 2009-10. Debutó con el Wigan en la Premier League el 15 de agosto de 2009 en un partido contra el Aston Villa, entrando en el minuto 67 por Charles N'Zogbia. En ese partido el Wigan Athletic se llevó la victoria por 2-0. El 19 de agosto de 2009, Sinclair hizo su segunda aparición como suplente en la Premier League en un partido contra el Wolverhampton Wanderers, entrando en el minuto 61 por Jason Koumas. En ese partido su equipo fue derrotado por 1-0. También debutó con el Wigan Athletic en la Football League Cup el 26 de agosto de 2009 contra el Blackpool FC, donde jugó todo el encuentro. En ese partido su equipo fue derrotado por 4-1.
Sinclair anotó su primer gol con el Wigan Athletic el 3 de octubre de 2009 ante el Hull City, anotando en el minuto 87. En ese partido su equipo fue derrotado por 2-1. Su segundo gol con el Wigan fue el 2 de enero de 2010, irónicamente ante el Hull City, en la victoria de su equipo por 4-1. Sin embargo, Sinclair no vio mucha actividad durante los últimos partidos de la temporada. Al finalizar la campaña, Sinclair regresó al Chelsea.
Luego de haber terminado su cesión con el Wigan, Sinclair disputó un partido de pretemporada con el Chelsea el 17 de julio de 2010 ante el Crystal Palace, entrando en el minuto 60 por Franco Di Santo. En ese partido, el Chelsea se impuso por 1-0. Su segundo partido de la pretemporada fue el 23 de julio de 2010 ante el Ajax Ámsterdam, entrando en el descanso por Josh McEachran. En ese partido, el Ajax se impuso por 3-1.
Sin embargo, el 9 de agosto de 2010, Sinclair firmó un contrato de 3 años con el Swansea City de la Football League Championship por una cifra de 500 000 £, la cual puede elevarse a £ 1 millón dependiendo del éxito que tenga con su nuevo club. Su debut con el Swansea fue el 14 de agosto de 2010, en la victoria de su equipo por 4-0 sobre el Preston North End. Su primer gol con el Swansea fue ante el Tranmere Rovers en la Football League Cup, el 24 de agosto de 2010. En ese partido, el Swansea se impuso por 3-1. Su primer gol con el Swansea en la liga fue el 28 de agosto de 2010 ante el Burnley FC, al haber anotado en el minuto 8 el único gol en la victoria de su equipo por 1-0. Su primer hat-trick con el Swansea fue el 21 de septiembre de 2010 en la victoria por 3-1 sobre el Peterborough United.
El 30 de mayo de 2011, en la final de la eliminatoria por el ascenso a la Premier League ante el Reading FC, Sinclair anotaría un triplete en la victoria del Swansea por 4-2, logrando el ascenso a la máxima categoría. Su impresionante temporada con el Swansea City hizo que fuera incluido en el Equipo del Año de la Football League Championship.
El 31 de agosto de 2012 fichó por el Manchester City.
El 22 de agosto de 2013 el Manchester City y el West Bromwich Albion llegaron a un acuerdo por la cesión del jugador hasta final de temporada.
El 1 de julio de 2024, Scott Sinclair firmó una extensión de contrato por un año con el Bristol Rovers, el club donde comenzó su carrera profesional.
El 8 de agosto de 2024, Scott Sinclair fue nombrado capitán del Bristol Rovers, destacando su liderazgo y experiencia en el equipo.

## Selección nacional
Sinclair ha sido internacional con la selección de Inglaterra sub-17, sub-18, sub-19, sub-20 y sub-21. Durante su período con la sub-19, Sinclair fue seleccionado para disputar partidos con su selección durante el mes de octubre de 2007. Sin embargo, fue expulsado de la selección junto a Ryan Bertrand y Andy Carroll luego de haber roto un toque de queda. El 11 de noviembre de 2010, Sinclair fue llamado por primera vez a la sub-21 para disputar un partido amistoso ante Alemania, el cual se llevó a cabo el 16 de noviembre y en donde Inglaterra fue derrotada por 2-0. Anotó su primer gol el 25 de marzo de 2011 en la victoria por 4-0 sobre Dinamarca.
El 2 de julio del 2012 fue convocado por la selección de fútbol del Reino Unido para jugar los Juegos Olímpicos de Londres 2012.

## Vida personal
Desde 2008 mantiene una relación con la actriz Helen Flanagan. En 2015 nació su primera hija, Matilda Jessica; en 2018 nació su segunda hija, Delilah Ruby y en 2021 nació su tercer hijo, Charlie Scott.

## Estadísticas

### Clubes
| Club                                       | Temporada           | Liga*    | Liga* | FA Cup   | FA Cup | Copa de la Liga** | Copa de la Liga** | Play-Offs | Play-Offs | Community Shield | Community Shield | Europa*** | Europa*** | Total    | Total |
| Club                                       | Temporada           | Partidos | Goles | Partidos | Goles  | Partidos          | Goles             | Partidos  | Goles     | Partidos         | Goles            | Partidos  | Goles     | Partidos | Goles |
| ------------------------------------------ | ------------------- | -------- | ----- | -------- | ------ | ----------------- | ----------------- | --------- | --------- | ---------------- | ---------------- | --------- | --------- | -------- | ----- |
| Bristol Rovers Inglaterra                  | 2004-05             | 2        | 0     | 0        | 0      | 0                 | 0                 | -         | -         | -                | -                | -         | -         | 2        | 0     |
| Bristol Rovers Inglaterra                  | Total               | 2        | 0     | 0        | 0      | 0                 | 0                 | 0         | 0         | 0                | 0                | 0         | 0         | 2        | 0     |
| Chelsea Inglaterra                         | 2006-07             | 2        | 0     | 0        | 0      | 1                 | 0                 | -         | -         | 0                | 0                | -         | -         | 3        | 0     |
| Chelsea Inglaterra                         | Total               | 2        | 0     | 0        | 0      | 1                 | 0                 | -         | -         | 0                | 0                | -         | -         | 3        | 0     |
| Plymouth Argyle Inglaterra                 | 2006-07             | 15       | 2     | 3        | 2      | 0                 | 0                 | -         | -         | -                | -                | -         | -         | 18       | 4     |
| Plymouth Argyle Inglaterra                 | Total               | 15       | 2     | 3        | 2      | 0                 | 0                 | 0         | 0         | 0                | 0                | 0         | 0         | 18       | 4     |
| Chelsea Inglaterra                         | 2007-08             | 1        | 0     | 2        | 0      | 3                 | 1                 | -         | -         | 1                | 0                | -         | -         | 7        | 1     |
| Chelsea Inglaterra                         | Total               | 1        | 0     | 2        | 0      | 3                 | 1                 | 0         | 0         | 1                | 0                | 0         | 0         | 7        | 1     |
| Queens Park Rangers Inglaterra             | 2007-08             | 9        | 1     | 0        | 0      | 0                 | 0                 | -         | -         | -                | -                | -         | -         | 9        | 1     |
| Queens Park Rangers Inglaterra             | Total               | 9        | 1     | 0        | 0      | 0                 | 0                 | 0         | 0         | 0                | 0                | 0         | 0         | 9        | 1     |
| Charlton Athletic Inglaterra               | 2007-08             | 3        | 0     | 0        | 0      | 0                 | 0                 | -         | -         | -                | -                | -         | -         | 3        | 0     |
| Charlton Athletic Inglaterra               | Total               | 3        | 0     | 0        | 0      | 0                 | 0                 | 0         | 0         | 0                | 0                | 0         | 0         | 3        | 0     |
| Crystal Palace Inglaterra                  | 2007-08             | 6        | 2     | 0        | 0      | 0                 | 0                 | 2         | 0         | -                | -                | -         | -         | 8        | 2     |
| Crystal Palace Inglaterra                  | Total               | 6        | 2     | 0        | 0      | 0                 | 0                 | 2         | 0         | 0                | 0                | 0         | 0         | 8        | 2     |
| Chelsea Inglaterra                         | 2008-09             | 2        | 0     | 1        | 0      | 1                 | 0                 | -         | -         | -                | -                | -         | -         | 4        | 0     |
| Chelsea Inglaterra                         | Total               | 2        | 0     | 1        | 0      | 1                 | 0                 | 0         | 0         | 0                | 0                | 0         | 0         | 4        | 0     |
| Birmingham City Inglaterra                 | 2008-09             | 14       | 0     | 0        | 0      | 0                 | 0                 | -         | -         | -                | -                | -         | -         | 14       | 0     |
| Birmingham City Inglaterra                 | Total               | 14       | 0     | 0        | 0      | 0                 | 0                 | 0         | 0         | 0                | 0                | 0         | 0         | 14       | 0     |
| Wigan Athletic Inglaterra                  | 2009-10             | 18       | 1     | 3        | 1      | 1                 | 0                 | -         | -         | -                | -                | -         | -         | 22       | 2     |
| Wigan Athletic Inglaterra                  | Total               | 18       | 1     | 3        | 1      | 1                 | 0                 | 0         | 0         | 0                | 0                | 0         | 0         | 22       | 2     |
| Swansea City Gales                         | 2010-11             | 43       | 19    | 2        | 1      | 2                 | 4                 | 3         | 3         | -                | -                | -         | -         | 50       | 27    |
| Swansea City Gales                         | 2011-12             | 38       | 8     | 1        | 0      | 1                 | 0                 | -         | -         | -                | -                | -         | -         | 40       | 8     |
| Swansea City Gales                         | 2012-13             | 1        | 1     | -        | -      | -                 | -                 | -         | -         | -                | -                | -         | -         | 1        | 1     |
| Swansea City Gales                         | Total               | 82       | 28    | 3        | 1      | 3                 | 4                 | 3         | 3         | 0                | 0                | 0         | 0         | 91       | 36    |
| Manchester City Inglaterra                 | 2012-13             | 11       | 0     | 2        | 0      | 1                 | 0                 | -         | -         | -                | -                | 1         | 0         | 15       | 0     |
| Manchester City Inglaterra                 | Total               | 11       | 0     | 2        | 0      | 1                 | 0                 | 0         | 0         | 0                | 0                | 1         | 0         | 15       | 0     |
| West Bromwich A. Inglaterra                | 2013-14             | 8        | 0     | 1        | 0      | 2                 | 0                 | -         | -         | -                | -                | -         | -         | 11       | 0     |
| West Bromwich A. Inglaterra                | Total               | 8        | 0     | 1        | 0      | 2                 | 0                 | 0         | 0         | 0                | 0                | 0         | 0         | 11       | 0     |
| Manchester City Inglaterra                 | 2014-15             | 2        | 0     | -        | -      | 1                 | 0                 | -         | -         | 1                | 0                | -         | -         | 4        | 0     |
| Manchester City Inglaterra                 | Total               | 2        | 0     | 0        | 0      | 1                 | 0                 | 0         | 0         | 1                | 0                | 0         | 0         | 4        | 0     |
| Aston Villa Inglaterra                     | 2014-15             | 9        | 1     | 3        | 2      | -                 | -                 | -         | -         | -                | -                | -         | -         | 12       | 3     |
| Aston Villa Inglaterra                     | 2015-16             | 27       | 2     | 3        | 0      | 3                 | 4                 | -         | -         | -                | -                | -         | -         | 33       | 6     |
| Aston Villa Inglaterra                     | Total               | 36       | 3     | 6        | 2      | 3                 | 4                 | 0         | 0         | 0                | 0                | 0         | 0         | 45       | 9     |
| Celtic Escocia                             | 2016-17             | 17       | 11    | -        | -      | 3                 | 1                 | -         | -         | -                | -                | 7         | 0         | 27       | 12    |
| Celtic Escocia                             | 2017-18             | 35       | 10    | -        | -      | 5                 | 1                 | -         | -         | -                | -                | 6         | 1         | 46       | 12    |
| Celtic Escocia                             | 2018-19             | 33       | 9     | -        | -      | 5                 | 5                 | -         | -         | -                | -                | 14        | 2         | 52       | 16    |
| Celtic Escocia                             | 2019-20             | 2        | 0     | -        | -      | 1                 | 1                 | -         | -         | -                | -                | 5         | 1         | 8        | 2     |
| Celtic Escocia                             | Total               | 87       | 30    | 0        | 0      | 14                | 8                 | 0         | 0         | 0                | 0                | 32        | 4         | 133      | 42    |
| Preston North End Inglaterra               | 2019-20             | 18       | 3     | -        | -      | -                 | -                 | -         | -         | -                | -                | -         | -         | 18       | 3     |
| Preston North End Inglaterra               | 2020-21             | 37       | 9     | -        | -      | 3                 | 0                 | -         | -         | -                | -                | -         | -         | 30       | 9     |
| Preston North End Inglaterra               | 2021-22             | 23       | 0     | 1        | 0      | 3                 | 2                 | -         | -         | -                | -                | -         | -         | 27       | 2     |
| Preston North End Inglaterra               | Total               | 78       | 12    | 1        | 0      | 6                 | 2                 | 0         | 0         | 0                | 0                | 0         | 0         | 75       | 14    |
| Bristol Robers Inglaterra                  | 2022-23             | 13       | 3     | 2        | 1      | 1                 | 0                 | -         | -         | -                | -                | -         | -         | 16       | 4     |
| Bristol Robers Inglaterra                  | 2023-24             | 27       | 4     | 3        | 0      | 1                 | 0                 | -         | -         | -                | -                | -         | -         | 32       |       |
| Bristol Robers Inglaterra                  | 2024-25             | 41       | 3     | 3        | 0      | 1                 | 0                 | -         | -         | -                | -                | -         | -         | 45       |       |
| Bristol Robers Inglaterra                  | Total               | 81       | 10    | 8        | 1      | 3                 | 0                 | 0         | 0         | 0                | 0                | 0         | 0         | 93       | 4     |
| Total en su carrera                        | Total en su carrera | 457      | 89    | 30       | 7      | 28                | 12                | 5         | 3         | 2                | 0                | 33        | 4         | 557      | 115   |
| Estadísticas hasta el 26 de junio de 2025. |                     |          |       |          |        |                   |                   |           |           |                  |                  |           |           |          |       |

- (*) Premier League, Football League Championship, Football League One, Football League Two, Scottish Premiership.
- (**) Copa de la Liga (Inglaterra) Copa de la Liga (Escocia).
- (***) Liga de Campeones de la UEFA.

### Resumen estadístico
| Competición                  | Partidos | Goles | Promedio |
| ---------------------------- | -------- | ----- | -------- |
| Premier League               | 119      | 13    | 0,10     |
| Scottish Premiership         | 87       | 30    | 0,34     |
| Football League Championship | 168      | 36    | 0,21     |
| Football League One          | 13       | 3     | 0,23     |
| Football League Two          | 2        | 0     | 0        |
| FA Cup                       | 24       | 7     | 0,29     |
| Football League Cup          | 22       | 11    | 0,5      |
| Copa de la Liga de Escocia   | 14       | 8     | 0,57     |
| Total                        | 283      | 67    | 0,23     |

## Palmarés

### Campeonatos nacionales
| Título                     | Club          | País       | Año  |
| -------------------------- | ------------- | ---------- | ---- |
| Community Shield           | Chelsea F. C. | Inglaterra | 2005 |
| Premier League             | Chelsea F. C. | Inglaterra | 2006 |
| FA Cup                     | Chelsea F. C. | Inglaterra | 2007 |
| FA Cup                     | Chelsea F. C. | Inglaterra | 2009 |
| Copa de Escocia            | Celtic F. C.  | Escocia    | 2017 |
| Copa de la Liga de Escocia | Celtic F. C.  | Escocia    | 2017 |
| Scottish Premiership       | Celtic F. C.  | Escocia    | 2017 |
| Copa de la Liga de Escocia | Celtic F. C.  | Escocia    | 2018 |
| Scottish Premiership       | Celtic F. C.  | Escocia    | 2018 |
| Copa de Escocia            | Celtic F. C.  | Escocia    | 2018 |
| Copa de la Liga de Escocia | Celtic F. C.  | Escocia    | 2019 |
| Scottish Premiership       | Celtic F. C.  | Escocia    | 2019 |
| Copa de Escocia            | Celtic F. C.  | Escocia    | 2019 |

### Distinciones individuales
| Distinción                                                       | Año  |
| ---------------------------------------------------------------- | ---- |
| Incluido en el Equipo del Año de la Football League Championship | 2011 |